# St. Markus (Wittlich)
St. Markus ist die römisch-katholische Pfarrkirche in der Innenstadt von Wittlich in der Eifel.

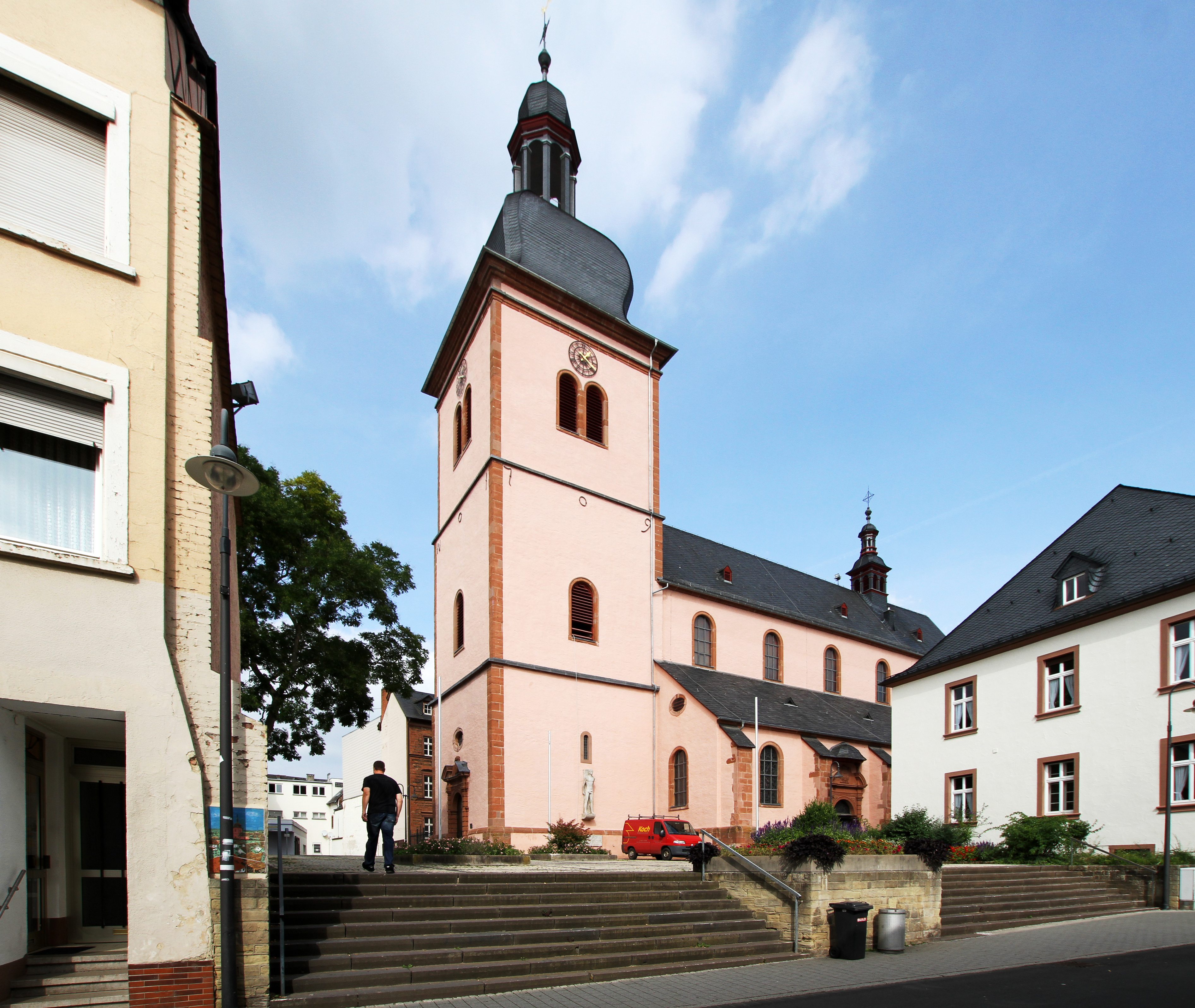
St. Markus

## Baugeschichte
Die Kirche wurde 1707/09 unter den Trierer Erzbischöfen Johann VIII. Hugo von Orsbeck begonnen und unter Franz Ludwig von Pfalz-Neuburg 1722/24 vollendet. Erster Architekt war der Hofbaumeister Philipp Honorius von Ravensteyn, der den Bau 1707 begann. Die ungewöhnlich lange Bauzeit erklärt sich durch den Tod des Erzbischofs 1711, der der Förderer des Baus war. Die Erzbischöfe hatten in Wittlich ein Hofgut. Sein Mitarbeiter und späterer Nachfolger Johann Georg Judas vollendete den Bau, erhöhte den Kirchturm und war für Bau des Dachreiters verantwortlich. Eingeweiht wurde die Kirche erst 1727.

## Baubeschreibung
Die Kirche ist eine vierjochige dreischiffige Pfeilerbasilika in einer Mischung aus spät- oder nachgotischen (Chor über dem Grundriss der Vorgängerkirche, die 1707 abgebrannt war) und einfachen frühbarocken Formen. Die Fenster in Turm, Seitenschiffen und Obergaden sind in einfachen Rundbogen gestaltet. Im Westen ist ein quadratischer, dreigeschossiger und schiefergedeckter Turm mit geschweifter Haube vorgesetzt, der im dritten Geschoss das Geläut und eine Turmuhr beherbergt. Über der Haube krönt eine achtseitige offene Laterne mit wiederum geschweiftem Helm, Turmkugel, Kreuz und Wetterhahn den Turm. Auch im rechteckigen quer aufgesetzten Dachreiter hängen Glocken in der achtfenstrigen Glockenstube mit ebenfalls Laternenabschluss. Eingänge sind durch den Turm und von beiden Seitenschiffen möglich.

## Ausstattung

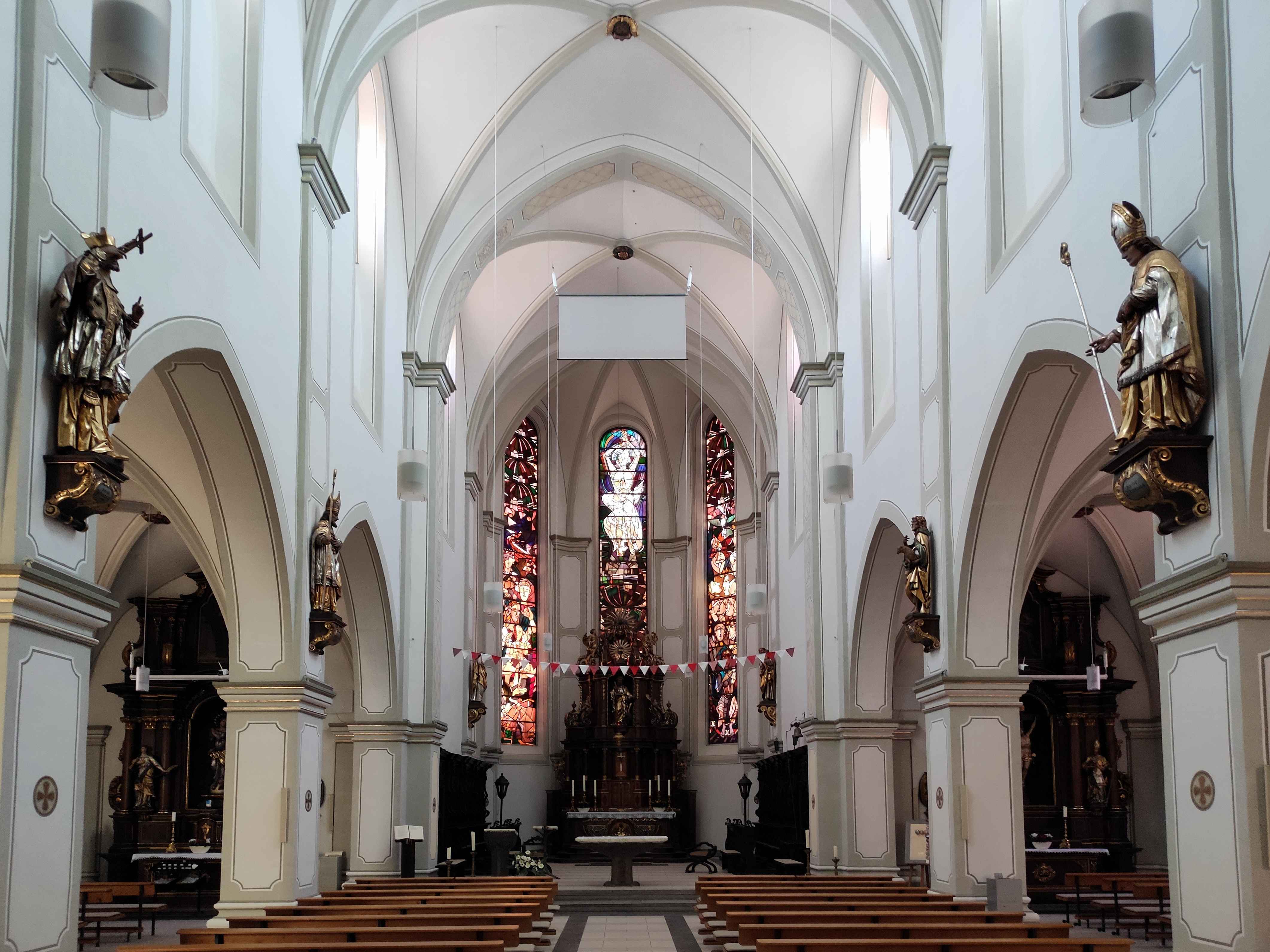
St. Markus: Innenraum

Der Hochaltar wurde 1749 aus der Dominikanerkirche in Koblenz erworben und 1927 vom Bildhauer Heiwegen ergänzt. Das Chorgestühl an der Südwand entstand um 1770, das an der Nordwand wurde um 1820 nachgeschaffen und beide nochmals 1927 erweitert. Die Seitenaltäre aus dem Jahre 1747 stammen vom Hofschreiner Conrad Fischer. Das Taufbecken wurde 1727 von dem Koblenzer Bildhauer Lorenz Staudacher geschaffen. Die Holzfigur des Heiligen Johannes des Täufers stammt aus dem 15. Jhd. Drei Grabplatten aus 17. Jahrhundert vom ehemaligen Friedhof sind erhalten. An der Turmsüdseite wurde 1935/1936 eine Figur des Heiligen Sebastian von Hanns Scherl als Kriegerdenkmal angebracht. Auch der freistehende Altartisch (1971) und der Ambo (1976) mit ihrer Lebensbaumsymbolik sind Werke des Wittlicher Bildhauers Scherl. Die Kirchenfenster mussten nach dem Krieg neu geschaffen werden. Sie entstanden zwischen 1949 und 1952 als aufeinander abgestimmte Zyklen. Im nördlichen Seitenschiff zeigen sie Szenen des alten Testamentes (Alois Stettner und Heinrich Dieckmann) und im südlichen Seitenschiff neutestamentliche Heiligendarstellungen (Dieckmann und Maurice Rocher). Die Chorfenster von Georg Meistermann haben die Hochfeste des Kirchenjahres Weihnachten, Ostern, Himmelfahrt und Pfingsten zum Thema. Sie sind Meistermanns erste Kirchenaufträge nach dem Kriege. 
Der Orgelprospekt im Norddeutschen Stil – hier einzigartig – aus dem Jahre 1769, der von Peter und Nikel Schreiber aus Dusemont gefertigt wurde, Neffen des Orgelbauers Johann Matthias Schreiber, ist erhalten geblieben. Die Orgel wurde 1848 durch Heinrich Wilhelm Breidenfeld aus Trier gänzlich und 1958 durch die Orgelbauerfirma  Johannes Klais aus Bonn neuerlich umgebaut, unter Verwendung von elf Registern von Breidenfeld. Sie verfügt jetzt über 38 Register  auf drei Manualen und Pedal. Eine letzte Sanierung wurde von der Orgelbaufirma Sandtner aus Dillingen/Donau 2000/01 durchgeführt.

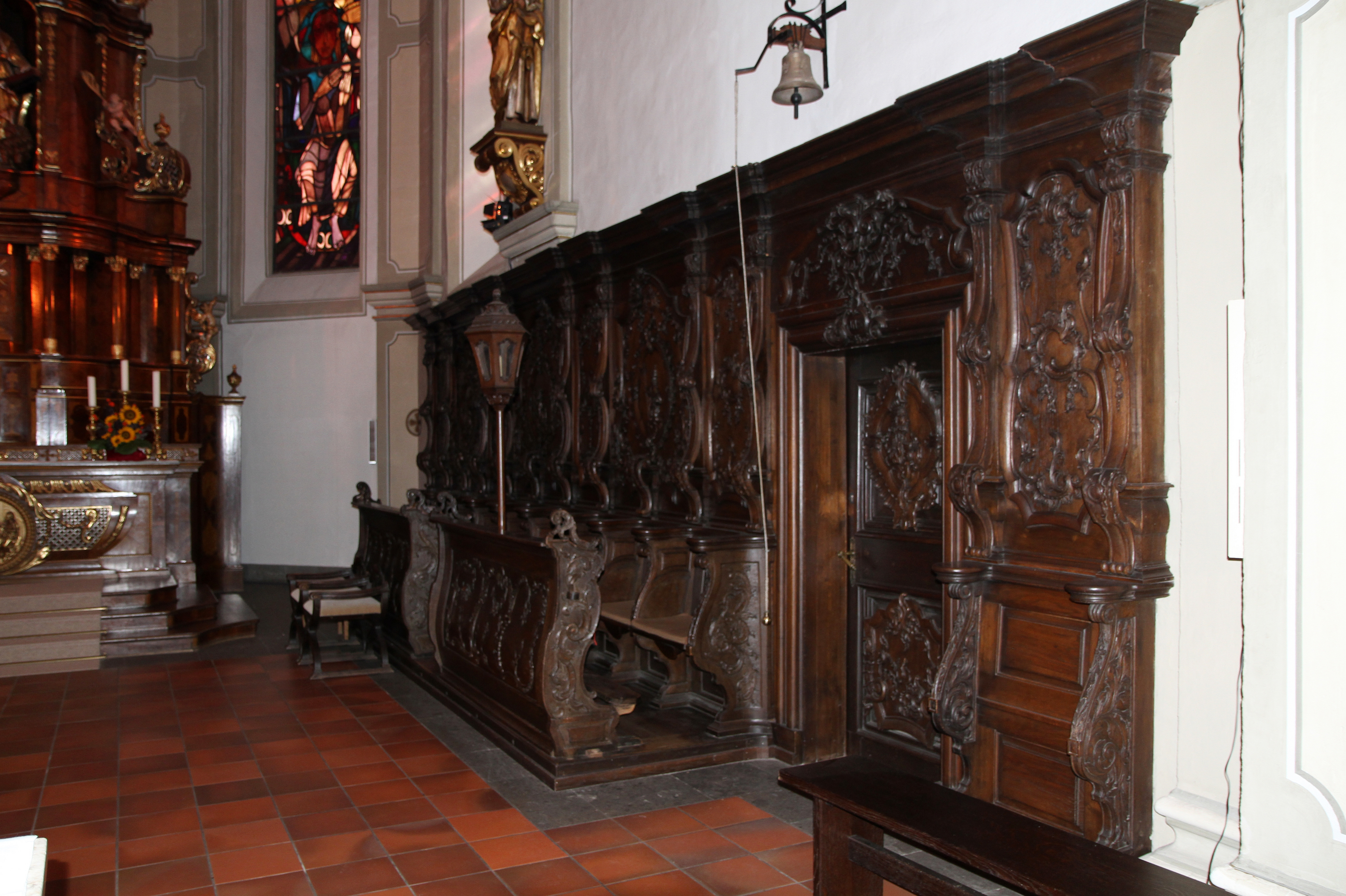
Chorgestühl
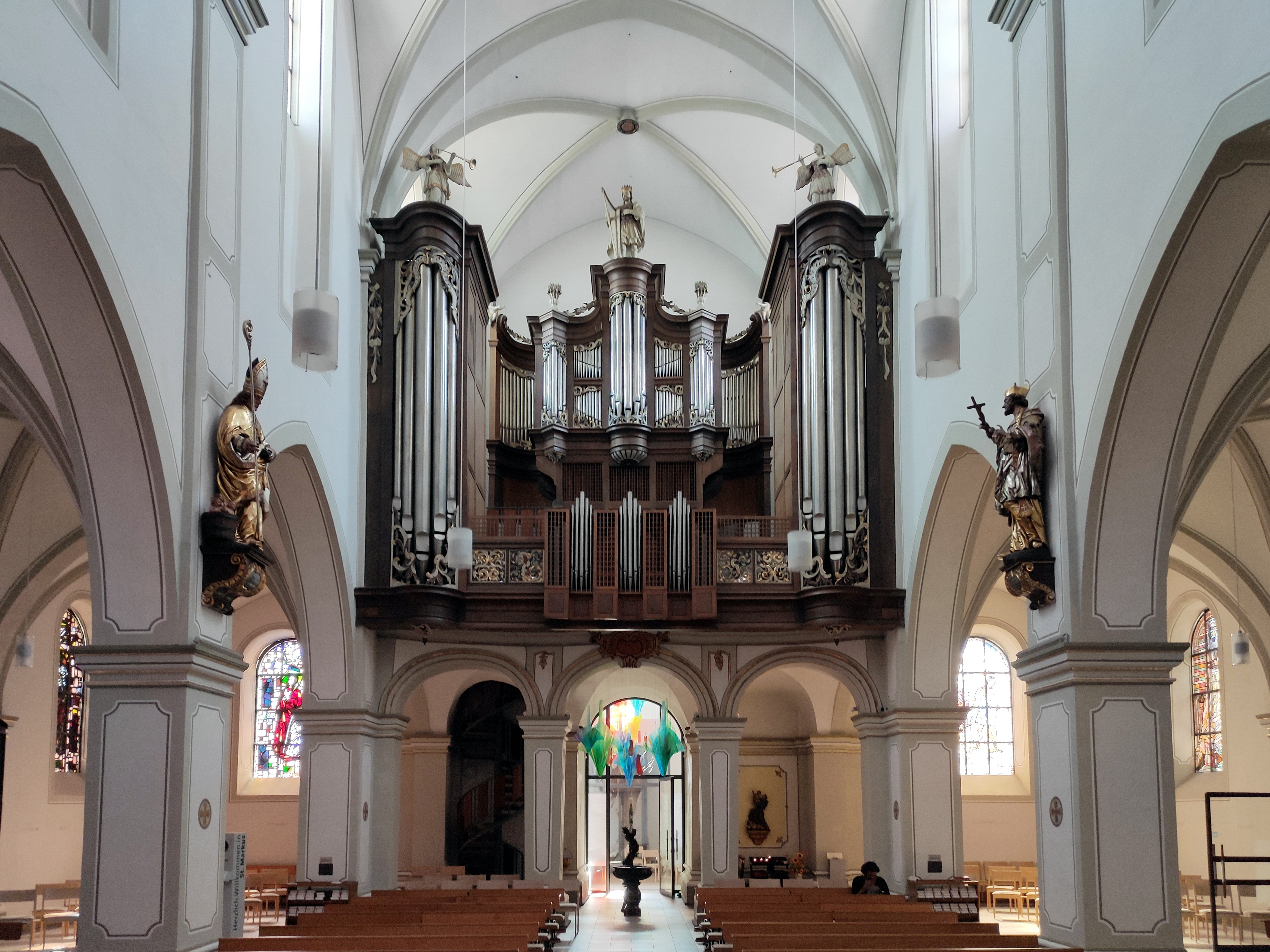
Orgelprospekt von 1769 mit Rückpositiv von 1958; rechts Figur des Johannes
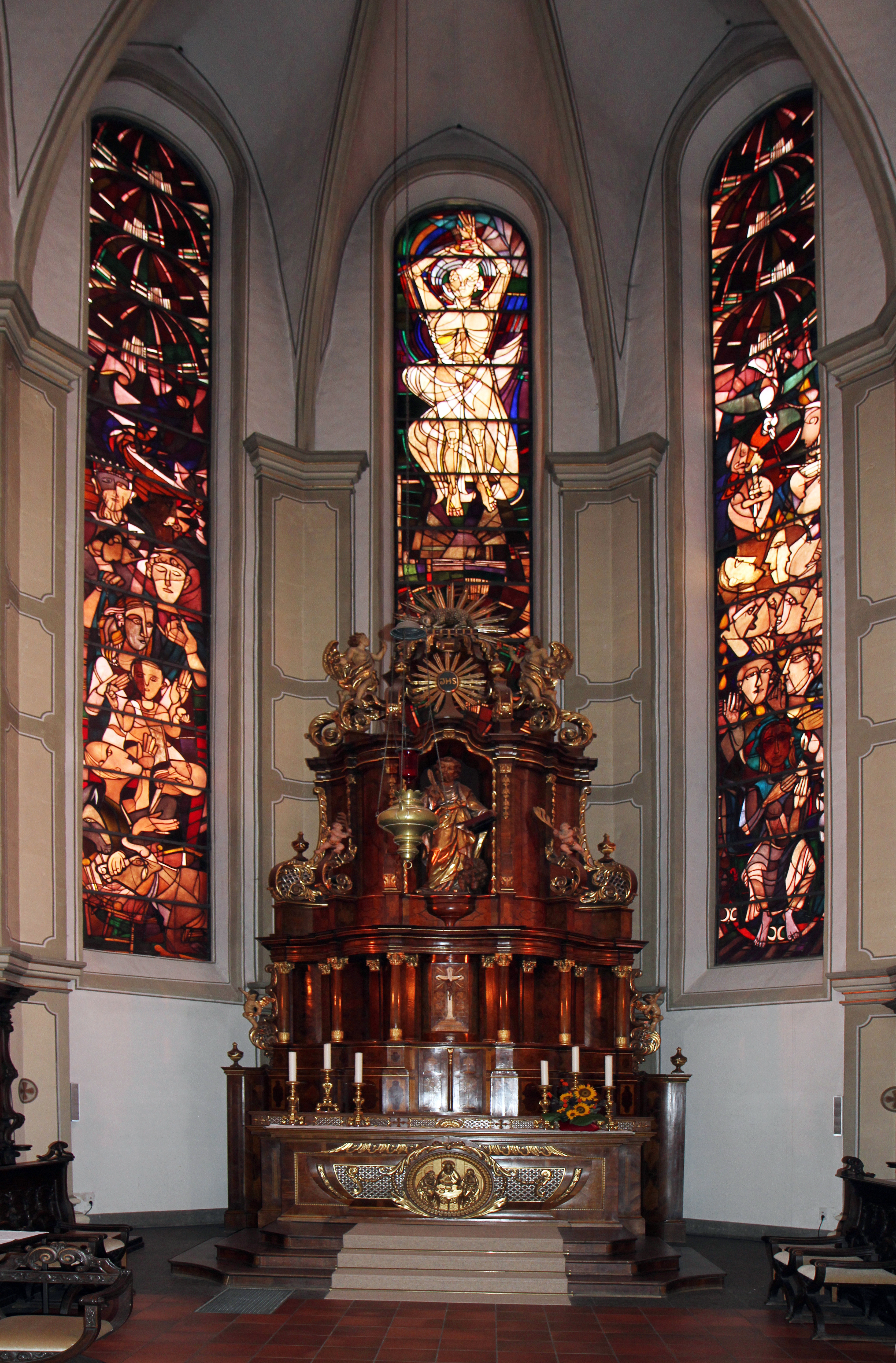
Hochaltar
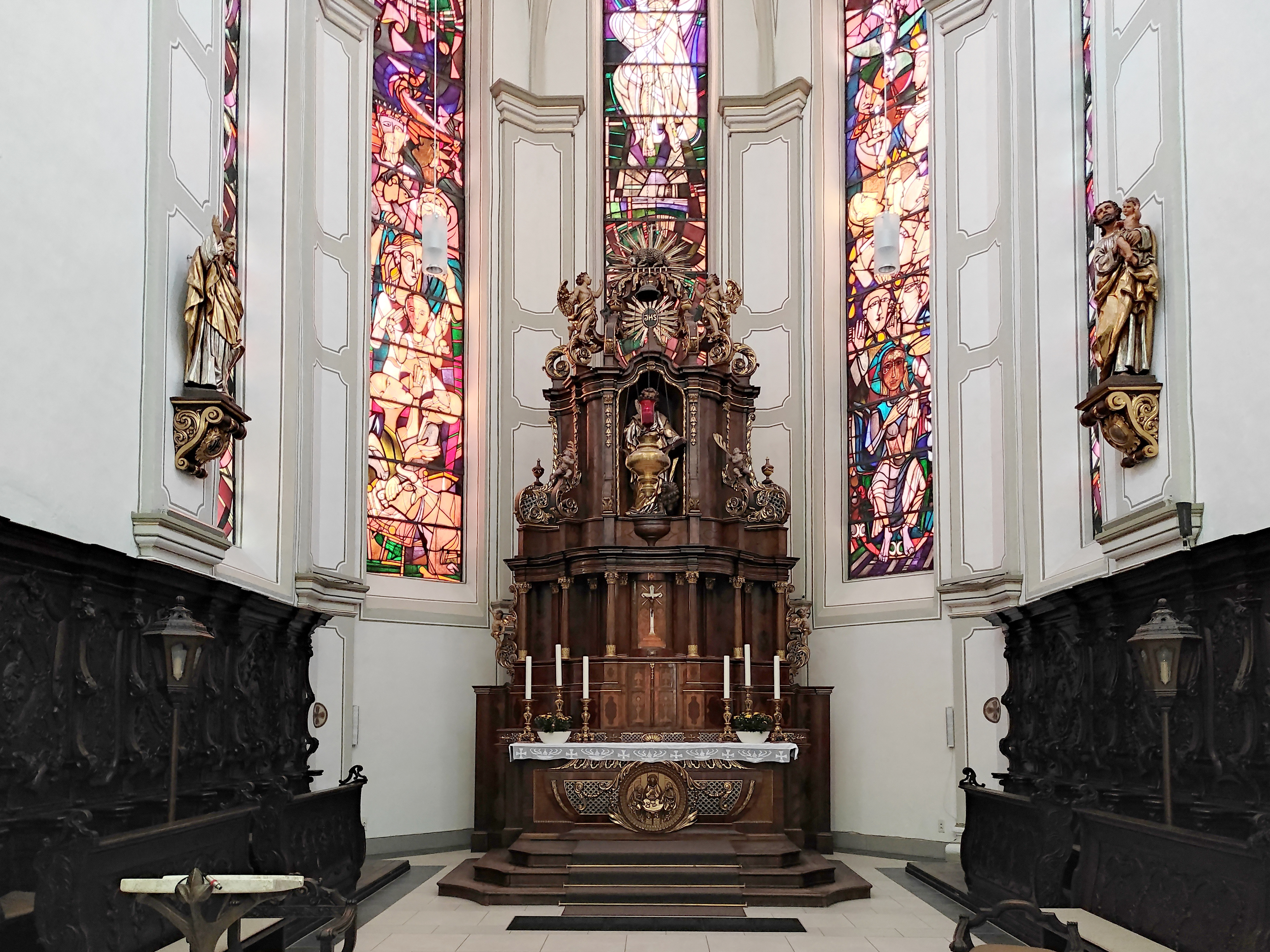
Chorsicht mit Hochaltar und Meistermann-Fenstern